# Ożarów Mazowiecki
Ożarów Mazowiecki [ɔˈʐaruf mazɔˈvʲɛt͡skʲi] est une ville polonaise, située dans la voïvodie de Mazovie dans le centre-est de la Pologne.
Elle se situe à environ 14 kilomètres à l'ouest de Varsovie.
Elle est le chef-lieu (siège administratif) de la gmina de Ożarów Mazowiecki et du powiat de Varsovie-ouest.

## Histoire
En 1944, après la chute de l'insurrection de Varsovie, les Allemands organisent deux camps de transit pour les civils à Ożarów : à la verrerie (une succursale de Dulag 121 Pruszków) et à l'usine de câbles. L'usine de câbles héberge environ 6 000 personnes à la fois.

## Population
En 2023, la ville compte 15 413 habitants.